# Đèo Mã Quỷnh
Đèo Mã Quỷnh, còn viết là đèo Mã Quỳnh, là đèo trên đường tỉnh 204 ở vùng giáp ranh huyện Hà Quảng và Hòa An, tỉnh Cao Bằng, Việt Nam .

## Vị trí
Đèo Mã Quỷnh ở vùng giáp ranh bản Lũng Lừa, xã Đa Thông, huyện Hà Quảng với bản Ma Pản, xã Dân Chủ, huyện Hòa An, trên đường tỉnh 204 nối thị trấn Nước Hai và thị trấn Thông Nông .
Đỉnh đèo cách thị trấn Thông Nông 22°47′05″B 105°58′58″Đ / 22,784658°B 105,982894°Đ cỡ 8 km, và cách Ngã ba Mỏ Sắt 22°49′02″B 106°03′23″Đ / 22,81725°B 106,056519°Đ ở trung tâm xã Dân Chủ cỡ 7 km.
Từ năm 2017, đường ĐT204 được tỉnh đầu tư nâng cấp, trong đó có cải thiện giao thông ở khu vực đèo .